# 章生一
章生一（?—?），南宋陶瓷家。
章生一是处州（今浙江省丽水）人。和弟弟章生二在龙泉县琉田市各自主持一窑。他主持的叫哥窑，弟弟主持的叫弟窑，又称龙泉窑。产品以青瓷为主。当时就行销全国，远销高丽、日本、东南亚、印度和西亚、埃及、欧洲。